# János Bagócs
János Bagócs (Szigetszentmiklós, 2 febbraio 1945) è un sollevatore ungherese che ha gareggiato nelle categorie dei pesi leggeri e pesi medi.

## Carriera
La sua carriera agonistica durò dal 1962 al 1974. Partecipò ai Giochi olimpici di Città del Messico nel 1968, che erano valide anche come campionato mondiale, giungendo al sesto posto.
L'anno seguente vinse la medaglia d'argento ai Campionati mondiali di Varsavia nei pesi leggeri.
Ai campionati europei conquistò tre medaglie (una di bronzo, una d'argento e una d'oro) dal 1966 al 1970. Ai campionati mondiali di Columbus del 1970 vinse la medaglia di bronzo ma fu trovato positivo alle anfetamine e squalificato. Ai campionati europei di Sofia nel 1971 conquistò l'oro nella distensione lenta e il bronzo nello slancio nei pesi medi.
Dopo il ritiro dall'attività agonistica fu allenatore; nel 2021 ricevette un premio alla carriera.